# SOR CN 10,5
SOR CN 10,5 – autobus niskowejściowy klasy MIDI produkowany przez czeską firmę SOR w Libchavy. 
Ma dwoje drzwi o układzie 1-2-0. Niska podłoga jest dostępna w pierwszych i drugich drzwiach.